# Anton Keschmann
Anton Keschmann (12. března 1870 Gura Humorului – 22. února 1947 Waiern) byl rakouský správní úředník a agrární politik z Bukoviny, na počátku 20. století poslanec Říšské rady, v poválečném období poslanec rakouské Národní rady.

## Biografie
Vychodil národní školu, gymnázium a vystudoval práva na Černovické univerzitě. Roku 1893 nastoupil jako praktikant k zemské vládě v Černovicích. V roce 1900 se stal okresním komisařem, roku 1902 předsedou prezidiálního byra zemské vlády a roku 1906 okresním hejtmanem v Černovicích. V roce 1914 usedl do zemské zemědělské rady.
Angažoval se v Německé agrární straně. Byl též poslancem Bukovinského zemského sněmu. Byl členem zemského výboru a předsedou sněmovního klubu německých poslanců. Předsedal též politickému spolku Deutsche Volksbund. Dále zasedal v předsednictvu Spolku křesťanských Němců a Svazu německých zemědělských družstev. V roce 1908 se stal referentem pro otázky německojazyčného školství v Bukovině a Haliči v rámci organizace Deutscher Schulverein.
Na počátku 20. století se zapojil i do celostátní politiky. Ve volbách do Říšské rady roku 1907, konaných poprvé podle všeobecného a rovného volebního práva, získal mandát v Říšské radě (celostátní zákonodárný sbor) za obvod Bukovina 4. Usedl do poslanecké frakce Německý národní svaz, v jehož rámci byl členem Německé agrární strany. Mandát obhájil za týž obvod i ve volbách do Říšské rady roku 1911. Ve vídeňském parlamentu setrval až do zániku monarchie. K roku 1911 se profesně uvádí jako zemský vládní rada a zemský poslanec.
V roce 1918 byl v Bukovině předsedou Německé národní rady, která se vyslovila pro připojení tohoto regionu k Rumunsku. V letech 1918–1919 zasedal jako poslanec Provizorního národního shromáždění Německého Rakouska (Provisorische Nationalversammlung), nyní za Německou nacionální stranu (DnP). Po rozpadu monarchie přesídlil do Rakouska a byl pověřen vedením úřadu, který přebíral úředníky z odtržených oblastí Rakouska do služeb Rakouské republiky. Později se stal radou a pak i předsedou senátu rakouského správního soudního dvora.